# Структура Императорской армии Японии
В статье представлена структура Императорской армии Японии за время её существования с 1868 по 1945 годы.

## Базовая структура
На момент начала Второй мировой войны и в первые годы японо-китайской войны структура Императорской армии Японии была следующей:
- Императорская армия (от 230 до 250 тыс. человек) — под командованием маршала Его императорского величества принца Котохито
- Генеральная армия (яп. 総軍 сё:гун) — эквивалент группы армий, находится под командованием маршала или генерал-лейтенанта (подробнее см. Список армий Императорской армии Японии[англ.]
- Зонная армия (яп. 方面軍 хо:мэн гун) — эквивалент полевой армии, находится под командованием генерала или генерал-лейтенанта
- Армия, эквивалент корпуса — под командованием генерал-лейтенанта
- Дивизия (около 20 тыс. человек) — включает 3 пехотных полка, по одному полку кавалерии и артиллерии, один инженерный батальон и один служебный корпус, находится под командованием генерал-лейтенанта
- Отдельная бригада (около 5,6 тыс. человек) — включает 5 батальонов и другие части, находится под командованием генерал-майора
- Полк (около 3,8 тыс. человек) — состоит из 3 батальонов (около 1100 человек каждый) и других частей, находится под командованием полковника
- Батальон (около 1100 человек) — состоит из 4 рот (около 180 человек каждая) и других частей, находится под командованием подполковника
- Рота (около 180 человек) — состоит из 3 взводов (54 человека каждый) и штаба (19 человек), находится под командованием капитана
- Взвод (около 50 человек) — состоит из 3 отделений (15 человек каждое), находится под командованием лейтенанта
- Отделение (от 12 до 15 человек) — состоит из 3 звеньев (4 человека каждое), находится под командованием капрала
- Звено (4 человека) — под командованием рядового 1-го класса

Словом «гун» (армия) в Японии в целом обозначали вооружённые силы любой страны, причём в отношении иностранных войск это слово употреблялось для описания армейского корпуса. Словом «сёгун» обозначали группу армий или фронт, «хакенгун» — экспедиционные силы, «хомэнгун» — полевую армию.

## Дивизии Императорской армии
Наиболее распространённым видом дивизии в Императорской армии была пехотная дивизия, позже появились четыре танковые дивизии и одна парашютная дивизия (тэйсин сюдан). Первые 18 пехотных дивизий были изначально так называемыми «квадратными», но после 1938 года большая их часть стала «треугольными», а гарнизонные дивизии стали преимущественно «бинарными». За время существования Императорской армии было сформировано всего три дивизии Императорской гвардии и более 220 пехотных дивизий (тип «A» — усиленные, тип «B» — стандартные, тип «C» — контрразведывательные). По состоянию на 7 декабря 1938 года в Японии и Корее несли службу две дивизии, за их пределами (преимущественно в Китае) — 50 дивизий. Ещё 117 дивизий были образованы для службы за рубежом и 56 для охраны границ. Не менее 35 участвовали в войне на Тихом океане.

### Структура дивизии
Ниже приводится структура стандартной дивизии (тип «B») численностью 19770 человек:
- Штаб (300 человек)
- Пехотная бригада (11600 человек) — в зарубежных источниках называется «пехотной группой» во избежание путаницы с пехотной бригадой армий стран Содружества наций
  - Штаб бригады
  - Три пехотных полка
    - Штаб полка
    - Три пехотных батальона
      - Штаб батальона и сопровождение
      - Четыре стрелковых роты
      - Рота пулемётчиков (12 станковых пулемётов)
      - Взвод батальонных орудий (два 70-мм орудия Тип 92)

    - Роты сопровождения связи
    - Рота полковых орудий (четыре 75-мм орудия Тип 41)
    - Рота полковых противотанковых орудий (шесть 37-мм орудий Тип 94 или одно 47-мм Тип 1)
- Полк полевой артиллерии (2300 человек)
  - Штаб полка и сопровождение
  - Три батальона полевой артиллерии
    - Штаб батальона и транспорт
    - Три полевых артиллерийских роты (четыре 75-мм орудия Тип 38, Тип 90, Тип 95[англ.])
- Кавалерийский полк или батальон (950 человек)
  - Штаб и сопровождение
  - Три роты ездящей пехоты
  - Пулемётная рота (шесть станковых пулемётов)
- Инженерный полк или батальон (900 человек)
  - Четыре инженерные роты
  - Рота материально-технического снабжения
- Транспортный полк (1800 человек)
  - До шесть рот (телеги, тягловые лошади, моторный транспорт)
- Дивизион связи (250 человек)
- Медицинский отряд (900 человек)
- До четырёх полевых госпиталей (1000 человек, по 250 на лазарет)
- Департамент предотвращения эпидемий и очищения воды (120 лазарет)
- Отряд снабжения (50 лазарет)
- Ветеринарный отряд (50 лазарет)

Вместо полка полевой артиллерии мог быть полк горной артиллерии численностью 3400 человек, оснащённый 75-мм горными орудиями Тип 94 (36 единиц) и использовавшийся в боях в неровной местности. Вместо кавалерийского полка мог быть разведывательный полк, где были роты ездящей и моторизованной пехоты и противотанковых орудий.
Усиленная дивизия типа «A» могла включать в свой состав вместо рот полевой артиллерии роты артиллерии среднего калибра, оснащённые четырьмя 100-мм гаубицами Тип 91 или дальнобойными 100-мм пушками Тип 92. Также там мог быть батальон артиллерии среднего калибра, состоящий из трёх рот, в каждой из которых было по четыре 150-мм полевых гаубицы Тип 96 или дальнобойных 150-мм пушек Тип 89, а также танковый батальон. Соответственно, в дивизиях типа «C» не было никакого тяжёлого или вспомогательного вооружения.

### Бригады
В составе Императорской армии Японии были два типа смешанных бригад и ещё два типа иных бригад.
- Смешанная бригада[англ.] — временная бригада из пехотной дивизии, куда включены подразделения дивизионной поддержки или подразделения при корпусе или армии. Представляет собой смешанное подразделение с пехотными, артиллерийскими, кавалерийскими и прочими частями.
- Отдельная смешанная бригада[англ.] — группа подразделений (как в составе крупных соединений, так и отдельных), сведённых в бригаду. Первые две отдельные смешанные бригады появились в Квантунской армии (1-я[англ.] и 11-я[англ.]). Каждая из этих бригад была организована по-своему, одна из них позже стала основой для 26-й дивизии[англ.]. Позже для гарнизонной службы на оккупированных территориях Китая были созданы ещё ряд отдельных смешанных бригад: в каждой было пять пехотных батальонов, артиллерийская часть и стройотряды. На Тихоокеанском театре военных действий бригады включали в себя самые разнообразные подразделения, а к концу Бирманской кампании их формировали из войск связи, личного состава ВМФ и даже гражданских лиц.
- Отдельная пехотная бригада[англ.] — преимущественно гарнизонное воинское формирование, нёсшее службу в Китае.
- Амфибийная бригада — четыре бригады несли службу на Тихоокеанском театре военных действий. Бригады численностью 5500 человек каждая занимались морскими десантными операциями и захватывали острова, неся на них гарнизонную службу.

### Полки
В составе Императорской армии Японии были два типа отдельных полков, которые несли гарнизонную службу на оккупированных территориях. Отдельные полки были чисто пехотными, отдельно смешанные полки включали в себя артиллерийскую роту, инженерные части, войска снабжения и т.д.

### Отряды
Отряды были специальными воинским формированиями, схожими с немецкими кампфгруппами и включавшими в себя пехоту, артиллерию, бронетехнику и прочие части. Временно образовывались для специальных операций, носили имена в честь своих командиров и могли быть любого размера в пределах дивизии.

### Кавалерия
Кавалерийские части, образованные при полках, либо действовали в составе пехотных дивизий, либо в составе бригады, присоединённой к армии. С 21 апреля 1933 года действовала кавалерийская группа при армии. Всего существовало три бригады: 1-я, 3-я и 4-я.

### Другие отряды

#### Отряд 731
Отряд 731 — секретное медицинское подразделение, занимавшееся исследованиями в области биологического оружия путём проведения опытов на людях во время японо-китайской войны и Второй мировой войны. Отряд 731 был признан виновным в совершении одних из самых жестоких военных преступлений времён Второй мировой войны. Изначально отряд был политическим и идеологическим крылом военной полиции кэмпэйтай, стремившимся подавлять любую антияпонскую пропаганду и психологически «накачивать» воинские формирования.

#### Вспомогательные частикэмпэйтай
Вспомогательные части кэмпэйтай состояли из местных коллаборационистов на оккупированных территориях, вербовавшихся активно в 1930-е и начале 1940-х годов. Эти люди помогали кэмпэйтай и считались её членами, но не могли иметь звание выше «сотё» (аналог старшины). Согласно Руководству по японским вооружённым силам TM-E 30-480 Армии США, к концу войны в составе кэмпэйтай несло службу около 36 тысяч регулярных членов без учёта местных коллаборационистов. В Юго-Восточной Азии преимущественно должности «полицаев» занимали тайваньцы и корейцы, хотя во Французском Индокитае службу несли представители религиозного движения каодай. Предполагается, что кэмпэйтайцами были обучены разные люди, начиная от вьетнамского военачальника Чинь Минь Тхе и заканчивая завербованными на службу уголовниками.

## Вербовка

### Призыв
Призыву в Японской империи в армию подлежали все годные к воинской службе мужчины от 17 лет (де-факто от 20 лет) до 40 согласно закону 1873 года, пересмотренному в 1927 году. Каждому призывнику присваивалась определённая категория:
- Категория I-А: годен
- Категория II:
  - B-1: годен с незначительными ограничениями
  - B-2: годен с ограничениями
- Категория III-C: годен к нестроевой службе
- Категория IV-D: абсолютно не годен (после двух обследований подряд)
- Категория V-E: не определено, необходимо последующее обследование

В мирное время соответствующие категории I-A могли быть зачислены в регулярные войска (дзёби хэйэки, Регулярная армия и Императорский флот), которые состояли из действующих частей (генъэки) и войск первичного резерва (ёбиэки, аналог современного «запаса»), или в войска вторичного резерва (коби хэйэки). Срок службы в Армии составлял два года, на Флоте — три года. Отслужившие отправлялись затем в первичный резерв (запас): на 5 лет и 4 месяца отслужившие в армии и на 4 года отслужившие на флоте. Во вторичный резерв они уходили через 10 лет после службы в армии (5 лет после службы на флоте), а после 17 лет и 4 месяцев службы в армии (12 лет службы на флоте) переходили и в национальный резерв (кокумин хэйэки). Аналогичный, но менее продолжительный путь проходили попавшие и в первичный или вторичный резерв, заканчивая службу в национальном резерве. Самый постой путь был у тех, кто был отправлен в территориальную армию и добровольческие резервы ВМС (ходзю хэйэки) и аналогично уходил в национальный резерв.
Рекруты категории II не призывались в мирное время, но числились военнообязанными. Рекруты категорий II B-1 и II B-2 относились к резервистам территориальной армии и добровольческих резервов ВМС (ходзю хэйэки) первого и второго эшелона соответственно. Рекруты категории II B-1 служили два года и 4 месяца в территориальной армии или один год в резервах флота, а рекруты категории B-2 служили 12 лет и 4 месяца в территориальной армии или 11 лет в резервах флота. Всех достигших 40-летия в мирное время отправляли в национальный резерв и освобождали от несения дальнейшей службы.
На практике тотальный призыв всех способных нести оружие был только во время Второй мировой войны. Только небольшая часть вторичного резерва была призвана в действующие части во время русско-японской войны 1904—1905 годов. Рекруты категории III-C отправлялись автоматически на нестроевую службу при необходимости, призывники категории IV-D переосвидетельствовались на следующий год и в случае сохранения категории годности освобождались от любой воинской службы. Иногда учащихся школ и университетов относили к категории V-E и проводили повторное обследование только после окончания обучения или по достижении 27 лет. До достижения 37 лет учившиеся за рубежом японцы также относились к этой категории. С декабря 1927 года призывники, прошедшие курсы Учебного института молодёжи (сэйнэн кунренсю) с более чем 200 часами учений и тренировок и завершившие их на «отлично», служили в армии не более полутора лет. Выпускники нормальных школ с отличными оценками служили не более 5 месяцев. Выпускники средних школ, окончивших военные курсы на отлично, служили от 10 месяцев  до 1 года.

### Снабжение
Зарплаты и пособия солдатам и морякам вооружённых сил империи были низкими по сравнению со странами Западной Европы: в начале второй японо-китайской войны курс иены составлял всего 23 американских цента. За годы войны информации о курсе иены не приводилось, а после войны курс из-за инфляции, вызванной военными разрушениями, значительно обрушился и составлял всего лишь жалкую долю от довоенного курса. Ежегодное жалование состава по званиям соответствовало следующим суммам в долларах США по курсу 1941 года:
- младшие офицеры — 670 иен (154 доллара 10 центов)
- младшие лейтенанты — 850 иен (195 долларов 50 центов)
- лейтенанты — от 1020 до 1130 иен (от 234 долларов 60 центов до 259 долларов 90 центов)
- капитаны — от 1470 до 1900 иен (от 338 долларов 10 центов до 437 долларов)
- майоры — 2330 иен (535 долларов 90 центов)
- подполковники — 3220 иен (740 долларов 60 центов)
- полковники — 4150 иен (954 доллара 60 центов)
- генерал-майоры — 5000 иен (1150 долларов)
- генерал-лейтенанты — 5800 иен (1334 доллара)
- полные генералы — 6600 иен (1518 долларов)

## Арсеналы
Для нужд Императорской армии Японии работали многочисленные арсеналы, производившие вооружение:
- Арсенал Сагами[англ.]: Mitsubishi, производство танков
- Арсенал Осака[англ.]: Mitsubishi и Hitachi, производство танков и артиллерии
- Арсенал Сасебо: Mitsubishi, производство танков
- Арсенал Хэйдзё: Nambu, производство стрелкового оружия
- Арсенал Мукден: Nambu, производство стрелкового оружия
- Арсенал Кокура: Nambu, производство стрелкового оружия, в том числе пулемётов
- Арсенал Токио: учебно-административный центр, производство лёгкого и тяжёлого вооружения
- Арсенал Татикава[англ.]: производство авиации для нужд ВВС Императорской армии
- Арсенал Коисикава (Токио)